# Brandon Cronenberg
Brandon Cronenberg est un réalisateur et scénariste canadien né le 10 janvier 1980.

## Biographie
Brandon naît le 10 janvier 1980. Il est le fils du réalisateur David Cronenberg et de Carolyn Zeifman, qui opère souvent à la production ou la photographie des making-of des films de David Cronenberg. Il est le frère de la photographe et réalisatrice Caitlin Cronenberg.
Il commence sa carrière cinématographique en 1999 en travaillant sur les effets spéciaux du film de son père eXistenZ. Il travaille ensuite sur de nombreux courts-métrages.
En 2012, il réalise son premier long-métrage, Antiviral, qui est présenté dans la section Un certain regard au Festival de Cannes 2012 et concourt pour la Caméra d'or. Caleb Landry Jones tient le premier rôle de ce film qui aborde certains thèmes chers à David Cronenberg : la science, le mélange entre corps et machine, le gore, la sexualité...

## Filmographie

### Réalisateur et scénariste
- 2008 : Broken Tulips (court métrage)
- 2010 : The Camera and Christopher Merk (court métrage)
- 2012 : Antiviral
- 2018 : Please Speak Continuously and Describe Your Experiences as They Come to You (court métrage)
- 2019 : Possessor
- 2023 : Infinity Pool

### Autre
- 1999 : eXistenZ de David Cronenberg (technicien des effets spéciaux)
- 2005 : Henry's Final Appreciation of Life (court métrage) de Fawaz Al-Matrouk (photographe de plateau)
- 2007 : Chacun son cinéma
- 2008 : Intuition (court-métrage) de Grant Patten (assistant de production)
- 2008 : My Dad Ralph (court métrage) de Nicholas Wong (perchman)
- 2008 : Snapshot (court métrage) de Daniel J. Ricottone (effets spéciaux et maquillage)